# العلاقات الأوغندية البنمية
العلاقات الأوغندية البنمية هي العلاقات الثنائية التي تجمع بين أوغندا وبنما.

## مقارنة بين البلدين
هذه مقارنة عامة ومرجعية للدولتين:
| وجه المقارنة                                              | أوغندا                        | بنما                      |
| --------------------------------------------------------- | ----------------------------- | ------------------------- |
| المساحة (كم2)                                             | 241.04 ألف                    | 74.18 ألف                 |
| عدد السكان (نسمة)                                         | 42.86 مليون                   | 4.10 مليون                |
| الكثافة السكانية (ن./كم²)                                 | 177.81                        | 55.27                     |
| العاصمة                                                   | كامبالا                       | بنما                      |
| اللغة الرسمية                                             | لغة إنجليزية، اللغة السواحلية | اللغة الإسبانية           |
| العملة                                                    | شيلينغ أوغندي                 | بالبوا بنمي، دولار أمريكي |
| الناتج المحلي الإجمالي (بليون دولار)                      | 25.89 مليار                   | 61.84 مليار               |
| الناتج المحلي الإجمالي (تعادل القوة الشرائية) بليون دولار | 72.25 مليار                   | 87.37 مليار               |
| الناتج المحلي الإجمالي الاسمي للفرد دولار أمريكي          | 705                           | 13.27 ألف                 |
| الناتج المحلي الإجمالي للفرد دولار أمريكي                 | 1.77 ألف                      | 20.89 ألف                 |
| مؤشر التنمية البشرية                                      | 0.483                         | 0.780                     |
| رمز المكالمات الدولي                                      | +256                          | +507                      |
| رمز الإنترنت                                              | .ug                           | .pa                       |
| المنطقة الزمنية                                           | ت ع م+03:00                   | 00                        |

## منظمات دولية مشتركة
يشترك البلدان في عضوية مجموعة من المنظمات الدولية، منها:
| علم المنظمة | اسم المنظمة                               | تاريخ انضمام أوغندا | تاريخ انضمام بنما |
| ----------- | ----------------------------------------- | ------------------- | ----------------- |
|             | يونسكو                                    | 9 نوفمبر 1962       | 10 يناير 1950     |
|             | الفريق المعني برصد الأرض                  | ?                   | ?                 |
|             | مؤسسة التمويل الدولية                     | 27 سبتمبر 1963      | 20 يوليو 1956     |
|             | المركز الدولي لتسوية المنازعات الاستشارية | 14 أكتوبر 1966      | 8 مايو 1996       |
|             | منظمة حظر الأسلحة الكيميائية              | ?                   | ?                 |
|             | مؤسسة التنمية الدولية                     | 27 سبتمبر 1963      | 1 سبتمبر 1961     |
|             | منظمة التجارة العالمية                    | ?                   | ?                 |
|             | وكالة ضمان الاستثمار متعدد الأطراف        | 10 يونيو 1992       | 21 فبراير 1997    |
|             | الاتحاد البريدي العالمي                   | ?                   | ?                 |
|             | منظمة الشرطة الجنائية الدولية             | ?                   | ?                 |
|             | الأمم المتحدة                             | 25 أكتوبر 1962      | 13 نوفمبر 1945    |
|             | الاتحاد الدولي للاتصالات                  | 8 مارس 1963         | 14 يوليو 1914     |
|             | البنك الدولي للإنشاء والتعمير             | 27 سبتمبر 1963      | 14 مارس 1946      |

## وصلات خارجية
- موقع وزارة الخارجية الأوغندية
- موقع وزارة الخارجية البنمية